# Горелый (Тяжинский район)
Горелый — упразднённый выселок в Тяжинском районе Кемеровской области России. На момент упразднения входил в состав Новомарьинского сельского поселения. Исключен из учётных данных в 1974 году.

## География
Выселок располагался на правом берегу реки Косуль в месте впадения в неё реки Берёзовая, на расстоянии приблизительно 8 км по прямой к северо-востокуу от деревни Новомарьинка.

## История
Основан в 1926 году. По данным на 1926 году выселок Самсоновский № 9 состоял из 9 хозяйств. В административном отношении входил в состав Самсоновского сельсовета Итатского района Ачинского округа Сибирского края.
Решением ОИК № 480 от 4 ноября 1974 года выселок исключен из учётных данных.

## Население
| 1970 |
| ---- |
| 2    |

По переписи 1926 г. на выселке проживало 60 человек (30 мужчин и 30 женщин), основное население — белоруссы.